# Accrington

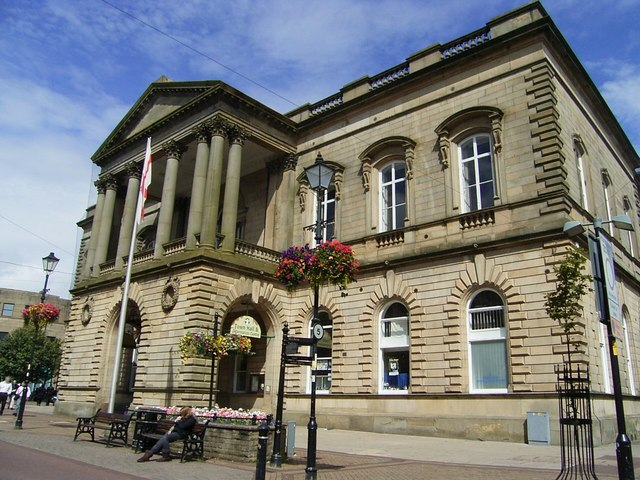
Accrington Town Hall

Accrington ist eine Stadt in der Grafschaft Lancashire im Nordwesten Englands im Vereinigten Königreich. Sie gehört zum Borough of Hyndburn und hatte 2011 31.456 Einwohner. Accrington liegt 6 Kilometer östlich von Blackburn, 10 km westlich von Burnley, 21 km östlich von Preston und 32 km nördlich des Stadtzentrums von Manchester. Die Industriestadt ist ein ehemaliges Zentrum der Baumwoll- und Textilmaschinenindustrie.
Accrington ist bekannt für die Herstellung der härtesten und dichtesten Ziegelsteine der Welt (The Accrington NORI), die unter anderem für den Unterbau des Empire State Building verwendet wurden, für den Fußballverein Accrington Stanley F.C. und die Haworth Art Gallery, die die größte Sammlung von Tiffany-Glaskunst in Europa beherbergt.
Accrington war auch der Name eines Tourendampfers, der im Jahr 1920 im Hamburger Hafen mit einem Schlepper zusammenstieß, der anschließend versank.

## Söhne und Töchter der Stadt
- James Hartley Ashworth (1874–1936), Meereszoologe
- Charlie Allinson (1901–1975), Fußballspieler
- Horace Smirk (1902–1991), Mediziner
- Patrick G. Walsh (1923–2013), Klassischer Philologe
- Harrison Birtwistle (1934–2022), Komponist
- Ron Hill (1938–2021), Leichtathlet
- Jon Anderson (* 1944), Sänger der Gruppe Yes
- John Tomlinson (* 1946), Opernsänger
- Mike Duxbury (* 1959), Fußballspieler
- Steve Melling (* 1959), Jazzmusiker
- Chris Norbury (* 1986), Snookerspieler
- Emma Johnson (* ≈1995), Jazzmusikerin